# Gorgonio
Gorgonio  è un nome proprio di persona italiano maschile.

## Varianti
- Femminili: Gorgonia[2], Gorgone[2]

### Varianti in altre lingue
- Basco: Gorgoni[3]
- Catalano: Gorgoni[3]
  - Femminili: Gorgona[3]
- Francese: Gorgon
  - Femminili: Gorgonie
- Greco antico: Γοργονιος (Gorgonios)[1]
  - Femminili: Γοργονια (Gorgonia)
- Latino: Gorgonius[1][4], Gorgus[4]
  - Femminili: Gorgonia[4]
  - Alterati femminili: Gorgonilla[4]
- Polacco: Gorgoniusz
  - Femminili: Gorgonia
- Portoghese: Gorgonio
  - Femminili: Gorgonia
- Spagnolo: Gorgonio[3]
  - Femminili: Gorgonia[3]

## Origine e diffusione

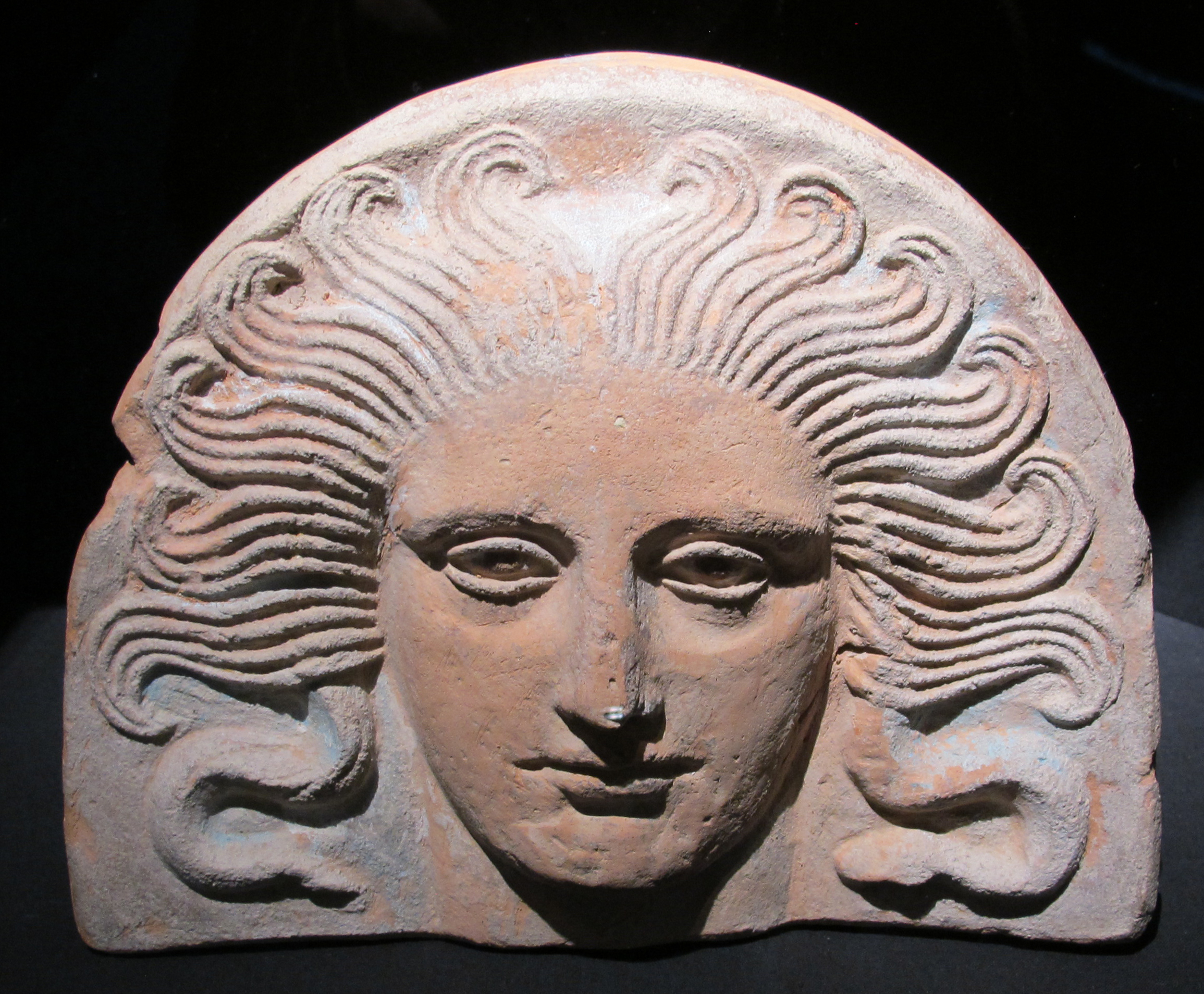
Scultura di un viso di gorgone

Richiama la figura delle gorgoni mitologiche, il cui nome è tratto dal greco γοργός (gorgòs), cioè "terrificante". Alcune fonti danno al nome proprio il significato di "relativo a Gorgone", "di Gorgone".
Gode di scarsa diffusione in Italia; negli anni 1970 se ne contava appena una cinquantina di occorrenze, sparse nel Lazio, riflesso del culto del santo martire romano. Il femminile "Gorgonia", che era un epiteto di Atena poiché portava la testa della gorgone Medusa sul suo scudo, venne più avanti adoperato per il nome delle gorgonie, un tipo di corallo, a motivo del loro indurirsi a contatto con l'aria.

## Onomastico
Vari santi hanno portato questo nome; l'onomastico può essere festeggiato in una qualsiasi di queste date:
- 3 marzo, san Gorgonio, martire in Africa settentrionale[8]
- 12 marzo, san Gorgonio, martire con i santi Pietro e Doroteo a Nicomedia sotto Diocleziano[9]
- 9 settembre, san Gorgonio, martire a Roma, sulla via Labicana[9]
- 9 dicembre, santa Gorgonia, figlia di santa Nonna e sorella di san Gregorio Nazianzeno[9]

Va notato che nell'IX secolo Adone di Vienne, rimaneggiando il martirologio di Floro, spostò i santi Gorgonio e Doroteo di Nicomedia dal 12 marzo al 9 settembre, sopprimendo il preesistente Gorgonio di Roma e inventando per il santo di Nicomedia la traslazione delle sue reliquie dalla città anatolica a quella italiana; la confusione è stata tramandata ai martirologi compilati in seguito, ed è riflessa anche da alcune fonti moderne.